# روبرت بارث
روبرت بارث (بالألمانية: Robert Barth)‏ هو متسابق دراجات نارية ألماني، ولد في 10 أغسطس 1968 في ميمينجين في ألمانيا.